# Ломако Олександр Анатолійович
Олекса́ндр Анато́лійович Лома́ко (27 листопада 1984 , Сновськ, Чернігівська область ) — український політик. Секретар Чернігівської міської ради VIII скликання (20 листопада 2020 — 20 грудня 2024), виконувач обов'язків міського голови Чернігова (9 лютого 2023 — 20 грудня 2024). Керівник обласного відділення партії «УДАР» на Чернігівщині.

## Біографія
Народився 27 листопада 1984 року у Сновську (тоді Щорс) Чернігівської області.

### Освіта
Чернігівський державний педагогічний університет імені Т. Г. Шевченка, 2009‚ «Педагогічна освіта», вчитель історії.
Чернігівський національний технологічний університет, 2018, «Публічне управління та адміністрування», магістр.
Випускник Української школи політичних студій (2013 рік).
У рамках міжнародних програм проходив стажування в США, Польщі, Франції.

### Трудова діяльність
З 2005 по 2008 роки — голова Правління Всеукраїнської громадянської мережі «ОПОРА», керівник виборчих програм.
З 2005 по 2015 роки — приватний підприємець (освітні та інформаційні послуги, проведення тренінгів та семінарів).
З 2006 по 2008 роки — керівник понад десяти громадських проєктів у сферах моніторингу за місцевою владою, спостереження за виборами, охорони здоров'я, молодіжній та інформаційній політиці та боротьби з корупцією в Чернігівській області.
2008 рік — засновник ГО «Сила громади», видавець журналу «Чернігів громадський» та газети «Слово громади».
З 2009 по 2010 роки — головний редактор ЗАТ «Телерадіокомпанія „Дитинець“».
З 2010 по 2015 роки — директор ТОВ «Телерадіоорганізація „Ліга“» (телеканал та газета «Дитинець»).
Очолювані ним ЗМІ та громадські організації багаторазово визнавалися найбільш впливовими в інформаційній сфері Чернігівщини.
З 2015 по 2020 роки — заступник Чернігівського міського голови з питань діяльності виконавчих органів ради, в. о. першого заступника Чернігівського міського голови, член виконавчого комітету Чернігівської міської ради VII скликання.
З 20 листопада 2020 по 20 грудня 2024 року — секретар Чернігівської міської ради VIII скликання, член виконавчого комітету Чернігівської міської ради VIII скликання.
З 9 лютого 2023 по 20 грудня 2024 року — в. о. міського голови Чернігова.

## Розслідування
У вересні 2023 року СБУ провела обшуки вдома у Ломаки. У жовтні ДБР також провело обшуки, пов'язані із перевіркою законності його виїзду за кордон у травні 2022 року.
У вересні 2024 року було проведено повторні обшуки в рамках справи про незаконне виділення землі.
У січні 2025 року Ломако був затриманий силовими структурами в Чернігові та вивезений у невідомому напрямку. Його соратник з партії УДАР, Артур Палатний, заявив про політичні репресії.

## Сім'я
Одружений. Має трьох дітей.